# سارا ميسا
سارا ميسا (بالإسبانية: Sara Mesa)‏ هي كاتِبة إسبانية، ولدت في 1976 في مدريد في إسبانيا.